# EXistenZ
eXistenZ é um filme realizado em coprodução por Canadá e Inglaterra, do ano de 1999, dos gêneros ficção científica e surrealista, dirigido pelo canadense David Cronenberg, protagonizado por Jude Law e Jennifer Jason Leigh. Trata-se de um thriller passado no futuro onde o mundo virtual ganhou um lugar importante na vida das pessoas.

## Enredo
Uma importante e experiente designer (Jennifer Jason Leigh) de jogos de realidade virtual, é a criadora de um novo jogo interativo chamado eXistenZ, e acaba por ser vítima de uma intensa e feroz perseguição por um grupo de fanáticos fundamentalistas que a querem matar.
Em fuga deseperada, é obrigada a esconder-se juntamente com um segurança (Jude Law), que está decidido a protegê-la contra os fanáticos. Todavia, durante a perseguição os dois foragidos experimentam um mundo novo e desconhecido onde os limites entre a fantasia e a realidade não existem e nada é o que aparenta ser.

## Elenco
- Jennifer Jason Leigh.......Allegra Geller
- Jude Law.......Ted Pikul
- Ian Holm.......Kiri Vinokur
- Willem Dafoe.......Gás
- Don McKellar.......Yevgeny Nourish
- Callum Keith Rennie.......Hugo Carlaw
- Christopher Eccleston.......Líder do seminário
- Sarah Polley.......Merle
- Robert A. Silverman.......D'Arcy Nader
- Oscar Hsu.......Garçon chinês
- Kris Lemche.......Noel Dichter
- Vik Sahay.......Assistente
- Kirsten Johnson.......Assistente
- James Kirchner.......Landry
- Balázs Koós.......Voluntário
- Stephanie Belding.......Voluntária
- Gerry Quigley.......Trabalhador da fazenda

## Premiações
- Indicado[carece de fontes?]

Academy of Science Fiction, Fantasy & Horror Films
Categoria Melhor Filme de Ficção Científica
Berlin International Film Festival
Categoria Prêmio Urso de Ouro David Cronenberg
Chlotrudis Awards
Categoria Melhor Script David Cronenberg
Genie Awards
Categoria Prêmio Genie Melhor Filme David Cronenberg, Robert Lantos e Andras Hamori
Motion Picture Sound Editors
Categoria Prêmio Golden Reel Melhor Edição de Som
Categoria Prêmio Golden Reel Supervisão de Editoria de Som David Evans
Categoria Prêmio Golden Reel Supervisão de Editoria de Diálogo Wayne Griffin
Categoria Prêmio Golden Reel Editor de Diálogo Mark Gingras e John Laing
Categoria Prêmio Golden Reel Editor de Efeitos Sonoros Tom Bjelic e Paul Shikata
Sitges - Catalonian International Film Festival
Categoria Melhor Filme David Cronenberg
- Ganhou[carece de fontes?]

Amsterdam Fantastic Film Festival
Categoria Prêmio Silver Scream David Cronenberg
Berlin International Film Festival
Categoria Urso de Prata Excelente Realização Artística David Cronenberg
Genie Awards
Categoria Melhor Montagem Ronald Sanders